# Superlove (Lenny Kravitz-dal)
A Superlove Lenny Kravitz dala a 2011-es Black and White America című albumáról, melynek remixváltozatát Avicii készítette. A szám 2012. május 29-én jelent meg digitális letöltésként az Egyesült Királyságban. Több országban is felkerült a hivatalos slágerlistákra, így Belgiumban, az Egyesült Királyságban, Hollandiában és Magyarországon is. A dalhoz készült videóklip augusztus 27-én jelent meg Lenny Kravitz Youtube-csatornáján.

## Számlista
| 1. | Superlove | 5:22 |

## Slágerlistás helyezések
| Lista (2012)                          | Legjobb helyezés |
| ------------------------------------- | ---------------- |
| Belgium (Ultratip Flanders)           | 7                |
| Belgium (Ultratop 50 Wallonia)        | 29               |
| Egyesült Királyság (UK Singles Chart) | 49               |
| Hollandia (Single Top 100)            | 25               |
| Lengyelország (Dance Top 50)          | 18               |
| Magyarország (Dance Top 40)           | 16               |
| Magyarország (Single Top 40)          | 6                |
| US Hot Dance Club Songs (Billboard)   | 2                |

## Megjelenés
| Regió              | Dátum           | Formátum           | Kiadó      |
| ------------------ | --------------- | ------------------ | ---------- |
| Egyesült Királyság | 2012. május 29. | Digitális letöltés | Roadrunner |

## Fordítás
- Ez a szócikk részben vagy egészben  a   Superlove (Lenny Kravitz song) című angol Wikipédia-szócikk fordításán alapul.  Az eredeti cikk szerkesztőit annak laptörténete sorolja fel. Ez a jelzés csupán a megfogalmazás eredetét és a szerzői jogokat jelzi, nem szolgál a cikkben szereplő információk forrásmegjelöléseként.